# Sanders Island
Sanders Island ist eine unbewohnte Insel von Papua-Neuguinea im Archipel der Admiralitätsinseln.
Die dicht bewaldete Insel liegt unmittelbar vor der Südostküste der Insel Manus, nur durch einen schmalen und dicht mit Mangroven bewachsenen Kanal vom Festland getrennt. Rund 2 km nordwestlich von Sanders befinden sich die Awulu-Inseln.